# La notte è fatta per ballare
La notte è fatta per ballare è il secondo album in studio di Fred Bongusto, pubblicato nel 1964. Venne ristampato nel 1982 col titolo Alla prima maniera e una diversa copertina.

## Tracce
1. My Foolish Heart
2. Che cosa c'è
3. Georgia (On My Mind)
4. Tu nun me vuoi
5. Fly Me to the Moon
6. Il ragazzo dai capelli bianchi
7. Where Did I Know
8. Hully gully a mezzanotte
9. Biche Ma Biche
10. Remember
11. Go Little Queen
12. Che... che... che... che...